# (1930) Lucifer
Pour les articles homonymes, voir Lucifer (homonymie).
(1930) Lucifer est un astéroïde évoluant dans la ceinture principale, découvert le 29 octobre 1964 par l'astronome américaine Elizabeth Roemer depuis Flagstaff.
Il est nommé en référence à l'ange déchu Lucifer.